# 北帕喬格 (紐約州)
北帕喬格（英語：North Patchogue）是位於美國紐約州薩福克縣的普查規定居民點。

## 人口
根據2020年美國人口普查的數據，北帕喬格的面積為5.24平方千米，當中陸地面積為5.11平方千米，而水域面積為0.13平方千米。當地共有人口6751人，而人口密度為每平方千米1,288.36人。